# Centre for the Study of Existential Risk
O Centre for the Study of Existential Risk (CSER) é um centro de pesquisa da Universidade de Cambridge, destinado a estudar possíveis ameaças de nível de extinção global representadas pela tecnologia atual ou futura. Os cofundadores do centro são Huw Price (Professor de Filosofia em Cambridge), Martin Rees (astrônomo real e ex-presidente da Royal Society) e Jaan Tallinn (cofundador do Skype, investidor inicial da Anthropic).

## Foco

### Gerenciamento de riscos tecnológicos extremos
Os riscos estão associados aos avanços tecnológicos emergentes e futuros e aos impactos da atividade humana. Gerenciar esses riscos tecnológicos extremos é uma tarefa urgente, mas que apresenta dificuldades específicas e tem sido relativamente negligenciada no meio acadêmico.
Os pesquisadores do CSER desenvolveram uma ferramenta amplamente utilizada para analisar automaticamente a literatura científica em busca de novas pesquisas relevantes para o risco global.
O CSER realizou duas Conferências Internacionais de Cambridge sobre Riscos Catastróficos. O centro também prestou consultoria para o estabelecimento de projetos de riscos globais na Universidade Nacional da Austrália, na Universidade da Califórnia, em Los Angeles e na Universidade de Warwick.
O CSER ajudou a estabelecer o primeiro All-Party Parliamentary Group for Future Generations no Parlamento do Reino Unido, levando o risco global e o pensamento de longo prazo aos líderes políticos do Reino Unido.
O CSER realizou mais de trinta workshops reunindo o meio acadêmico, o setor político e o setor industrial em tópicos como segurança cibernética, segurança nuclear, mudanças climáticas e impulsores genéticos.
As palestras públicas do CSER foram vistas mais de 100.000 vezes on-line.

### Riscos biológicos globais catastróficos
Em 2017, o CSER reuniu formuladores de políticas e acadêmicos para identificar desafios para a Convenção sobre Armas Biológicas (BWC). Uma questão fundamental identificada foi que a rápida taxa de progresso em ciências e tecnologias relevantes tornou muito difícil para os órgãos de governança, incluindo a BWC, acompanharem o ritmo.
Os pesquisadores do CSER realizaram um exercício de análise sobre 20 questões emergentes em engenharia biológica, com a participação de 30 especialistas europeus e norte-americanos. Eles apresentaram o documento na reunião de 2017 da BWC, e no Conselho Consultivo Científico da Organização para a Proibição de Armas Químicas em 2018.

### Riscos extremos e o ambiente global
Martin Rees e Partha Dasgupta, um consultor sênior, co-organizaram uma série de workshops influentes com o Vaticano. O workshop de 2015 influenciou a Encíclica Papal sobre Mudança Climática, que, por sua vez, influenciou o Acordo de Paris sobre mudança climática. As conclusões do workshop de 2017 serão publicadas em breve em um livro sobre Extinção Biológica.
Os pesquisadores do CSER publicaram sobre perda de biodiversidade e governança na revista Nature, o impacto ambiental da agricultura de alto rendimento e as perspectivas da geoengenharia.
Os pesquisadores do CSER publicaram um relatório pedindo que as classificações das escolas de negócios incluíssem a sustentabilidade. Quatro dias depois, o Financial Times anunciou uma “revisão completa de nossa metodologia”.

### Riscos da inteligência artificial avançada
Em 2015, o CSER ajudou a organizar uma conferência sobre os rumos futuros da IA em Porto Rico, resultando em uma Carta Aberta sobre Inteligência Artificial assinada por líderes de pesquisa de todo o mundo, pedindo pesquisas para garantir que os sistemas de IA sejam seguros e socialmente benéficos.
Em 2016, o CSER lançou seu primeiro spin-off: o Leverhulme Centre for the Future of Intelligence (CFI). Liderado pelo professor Price, o CFI se concentra nas oportunidades e nos desafios apresentados pela IA.
A partir de 2017, o CSER organizou uma série de conferências acadêmicas reunindo a Teoria da Decisão e a segurança da IA.
Em 2018, com parceiros de empresas de tecnologia e laboratórios de ideias de segurança, o CSER publicou The Malicious Use of Artificial Intelligence: Forecasting, Preventing and Mitigation, sobre as implicações da IA para a segurança física e cibernética. Eles também publicaram An AI Race: Rhetoric and Risks, que ganhou o prêmio inaugural de melhor artigo na conferência AAAI/ACM AI Ethics and Society de 2018.

## Cobertura da mídia
O CSER foi coberto por muitos jornais diferentes (especialmente no Reino Unido), em sua maioria cobrindo diferentes tópicos de interesse. O CSER foi apresentada na capa da Wired, e na edição especial de Frankenstein da Science em 2018.

## Consultores
Os consultores do CSER incluem acadêmicos de Cambridge, como:
- Sir Partha Dasgupta (Economia), vencedor do Prêmio Planeta Azul

- Professora Susan Owens (Geografia)

- Professor William J. Sutherland (Zoologia)

- Professora Jane Heal (Filosofia)

E conselheiros como:
- Hermann Hauser (fundador da Acorn Computers e da ARM)

- David Cleevely (especialista em telecomunicações e empresário da Silicon Fen)

- Elon Musk (Tesla e SpaceX)

- George Church (Biotecnologia)

- Peter Singer (Filosofia)

- Stuart J. Russell (Inteligência artificial)

- Max Tegmark (Cosmologia)[34]